# HD 1080
Le HD 1080 ou  HD 1920x1080 ou WUXGA- ou Wide Ultra Extended Graphics Array- est une norme d'affichage dont la définition est de 1 920×1 080 pixels, soit 2 073 600 pixels. C'est une définition très usitée dans les téléviseurs HD et qui se généralise dans les moniteurs d'ordinateur et même les smartphones depuis 2013.
Dans ce cadre, la proportion de l'écran est de 16/9 (largeur / hauteur) ; c’est-à-dire que la largeur est 1,777 fois plus grande que la hauteur.

## Origines
Cette définition a été créée vers 2006 et était destinée aux téléviseurs pour obtenir une définition adaptée aux grands téléviseurs à écran plat. Elle n'est vendue pendant un certain temps que sur les grands téléviseurs sophistiqués mais elle s'est étendue à beaucoup d'autres modèles et types de téléviseurs (moniteurs d'ordinateur). Elle est alors devenue une définition standard appelée HD 1080, 1080p ou Full HD.